# گرسدورف زولتس
گرسدورف زولتس (به آلمانی: Gerersdorf-Sulz) یک منطقهٔ مسکونی در اتریش است که در ناحیه گوسینگ واقع شده‌است. گرسدورف زولتس ۱٬۰۵۴ نفر جمعیت دارد.